# Terra Knud Rasmussen

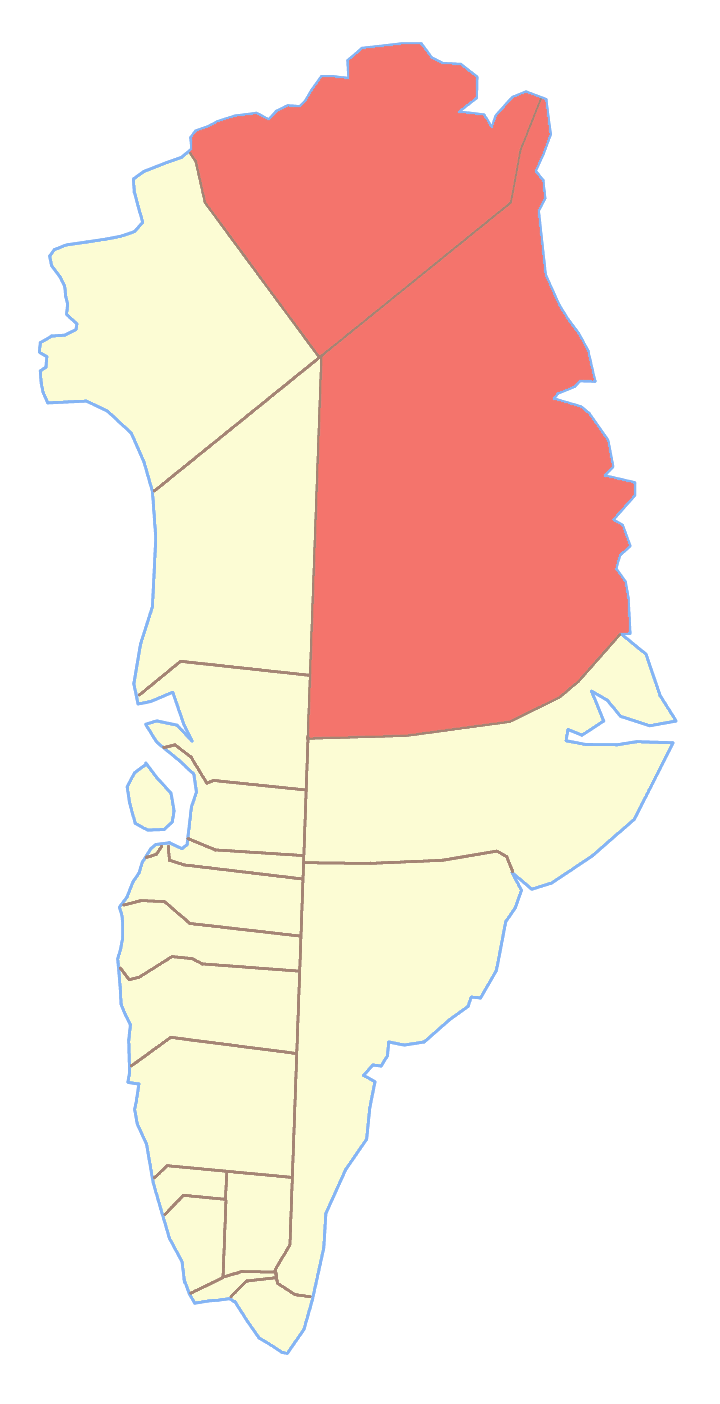
Parco nazionale della Groenlandia nordorientale, dove si trova la Terra Knud Rasmussen

La Terra Knud Rasmussen (o Knud Rasmussen Land) è un territorio della Groenlandia dedicato a Knud Rasmussen; si trova per la parte est nel Parco nazionale della Groenlandia nordorientale e per la parte ovest nel comune di Avannaata. Confina a ovest con la Penisola di Hayes e a nord-est con la Terra di Peary, mentre si affaccia a nord-ovest sulla Baia di Kane e sullo Stretto di Nares e a nord sul Mare di Lincoln.